# 太古镇
太古镇，是中华人民共和国山西省临汾市大宁县下辖的一个乡镇级行政单位。2021年5月，撤销太古乡、徐家垛乡，合并设立太古镇。

## 行政区划
太古镇下辖以下地区：
徐家垛村、康里村、于家坡村、芙芸村、李家垛村、花崖村、云居村、北桑峨村、南桑峨村、割麦村、任堤村、东木村、索堤村、乐堂村和岭上村。
太古村、仪里村、处河村、东庄村、坦达村、六儿岭村和后腰村。